# Trisetum howellii
Trisetum howellii är en gräsart som beskrevs av Albert Spear Hitchcock. Trisetum howellii ingår i släktet glanshavren, och familjen gräs. Inga underarter finns listade i Catalogue of Life.